# 哈爾·A·韋弗
小哈羅德·安東尼·「哈爾」·韋弗（英語：Harold Anthony "Hal" Weaver, Jr.，1953年—）是一名美國天文學家，以研究太陽系天體（包括彗星和柯伊伯帶天體）的構成而知名。
韋弗本科就讀於杜克大學，並在約翰霍普金斯大學取得博士學位，他利用國際紫外線探測衛星太空望遠鏡的資料研究彗星的光譜。
2002年起，韋弗在應用物理實驗室工作。他是前往楚留莫夫-格拉希門克彗星的羅塞塔號任務所搭載的ALICE紫外成像光譜儀的共同研究員。在1990年代和2000年代，他曾在遠紫外分光探測器太空望遠鏡工作，利用哈伯太空望遠鏡對彗星進行研究，並共同領導冥王星伴星搜尋小組，該小組於2005年利用哈伯太空望遠鏡發現了冥衛二和冥衛三。
他參與了前往冥王星和冥王星以外地區的新視野號任務，這意味著韋弗還分別於2011年和2012年共同發現了冥衛四和冥衛五。在飛越冥王星和小行星486958之後，韋弗經常與新視野號主研究員阿蘭·斯特恩一起出席新聞簡報會，宣佈任務的發現，並在媒體上露面討論任務。
小行星5720以他的名字命名

## 外部連結
- Recent bibliography （页面存档备份，存于）